# 第八世达赖喇嘛
强白嘉措（藏語：བྱམས་སྤེལ་རྒྱ་མཚོ་，藏语拼音：Qambê Gyaco，1758年—1804年12月20日），又译绛贝嘉措，藏傳佛教格魯派第八世达赖喇嘛。
后藏托布加地方拉日岗人。父亲公爵索南达吉。1762年，五岁时，清朝乾隆帝派三世章嘉呼图克图认定他为第七世达赖喇嘛转世灵童，迎到布达拉宫坐床。1765年，拜六世班禅为师，受沙弥戒。1777年，又随六世班禅受比丘戒，因为没有完成修习，尚未亲政。1781年七月廿一，受命亲政，乾隆帝赐给他金册金印。1783年，在拉萨西郊建罗布林卡夏宫。于当年寻得七世班禅转世灵童，为七世班禅取名。执政期间，行政事务交给摄政（六世第穆活佛阿旺绛白德勒嘉措、一世策墨林活佛阿旺粗成、八世济咙活佛益西落桑丹白贡布），听命于驻藏大臣，他只进行宗教活动。他统治时期廓尔喀曾入侵西藏，洗劫了班禅额尔德尼的驻锡之地札什倫布。乾隆帝派兵擊退廓爾喀，收復了聶拉木、濟嚨等失地。事后，按《欽定藏內善後章程》处理西藏政务，特別著述《金瓶掣籤》的修法儀軌。
1804年十一月十九在布达拉宫圆寂。